# المصهر (أسلم)

تعديل مصدري - تعديل

المصهر هي إحدى قرى عزلة أسلم الشام بمديرية أسلم التابعة لمحافظة حجة، بلغ تعداد سكانها 417 نسمة حسب تعداد اليمن لعام 2004.